# Naruepol Fairtex
Naruepol Fairtex (in thailandese นฤพนธ์ แฟร์เท็กซ์), soprannominato "Mr. GQ" e "Narupon Sakhomsin", (Bangkok, 1º luglio 1984) è un thaiboxer thailandese, della categoria pesi welter.

## Biografia
Naruepol nasce a Bangkok, nella Thailandia Centrale. Inizia ad allenarsi nella thai boxe a soli 7 anni, alla Sakomsing Gym, e disputa il suo primo incontro ufficiale un anno più tardi.

### Carriera
Nel 1999, Naruepol vince la cintura del Lumpinee Stadium e, nel 2005, diventa campione thailandese (pesi superleggeri).
Nel 2007 partecipa al reality show The Contender Asia, ma viene sconfitto e, conseguentemente, eliminato dal suo connazionale Yodsanklai Fairtex.
| Data       | Risultato | Avversario           | Evento                                                           | Luogo                | Conclusione             | Round | Tempo |
| ---------- | --------- | -------------------- | ---------------------------------------------------------------- | -------------------- | ----------------------- | ----- | ----- |
| 2009-12-19 | Perde     | Liu Ceng Ceng        | Chinese Kung Fu vs Muaythai Competition at Lingnan Pearl Stadium | Foshan, Cina         | Decisione               | 5     | 3:00  |
| 2009-12-05 | Perde     | Cosmo Alexandre      | Kings Birthday 2009 Muaythai Championship, Sanam Luang           | Bangkok, Thailandia  | TKO                     |       |       |
| 2009-12-05 | Vince     | Cedric Muller        | Kings Birthday 2009 Muaythai Championship, Sanam Luang           | Bangkok, Thailandia  | Decisione (unanime)     | 3     | 3:00  |
| 2009-10-09 | Vince     | Soren Monkongtong    | Evolution 18                                                     | Melbourne, Australia | KO (calcio alto destro) | 1     | 2:59  |
| 2009-09-13 | Vince     | Christophe Pruvost   | M-1 Fairtex Muaythai event                                       | Tokyo, Giappone      | Decisione (unanime)     | 5     | 3:00  |
| 2008-12-29 | Perde     | Yohan Lidon          | Le Nuit des Champions                                            | Marsiglia, Francia   | TKO                     | 3     |       |
| 2008-11-08 | Perde     | Giorgio Petrosyan    | Janus Fight Night "The Legend"                                   | Padova, Italia       | Decisione (unanime)     | 5     | 3:00  |
| 2008-09-18 | Vince     | Soren Monkongtong    | Return of "The Contenders"                                       | Singapore            | Decisione (unanime)     | 5     | 3:00  |
| 2008-06-25 | Vince     | Vuyisile Colossa     | Planet Battle                                                    | Hong Kong            | Decisione               | 3     | 3:00  |
| 2008-03-03 | Vince     | Fadi Merza           | SLAMM "Nederland vs Thailand IV"                                 | Almere, Paesi Bassi  | TKO                     | 4     | 0:00  |
| 2007-11-29 | Vince     | Wilfred Montagne     | France vs Thailand                                               | Parigi, Francia      | TKO                     | 3     |       |
| 2007-09-00 | Perde     | Yodsaenklai Fairtex  | The Contender Asia Season I, Episode 9                           | Singapore            | KO (pugni)              | 2     | 0:30  |
| 2007-09-00 | Vince     | Trevor Smandych      | The Contender Asia Season I, Episode 1                           | Singapore            | Decisione (unanime)     | 5     | 3:00  |
| 2007-04-20 | Vince     | Yohan Lidon          | Le Nuit des Champions                                            | Marsiglia, Francia   | Decisione               | 5     | 3:00  |
| 2006-10-16 | Vince     | Big Ben Chor Praram6 | Daowrungchujarern Fights, Rajadamnern Stadium                    | Bangkok, Thailandia  | Decisione (unanime)     | 5     | 3:00  |
| 2005-09-09 | Vince     | Khunsuk Phetsupapan  | Paianun Fights, Lumpinee Stadium                                 | Bangkok, Thailandia  | Decisione (unanime)     | 5     | 3:00  |
| 2005-01-11 | Perde     | Munkong Kiatsomkuan  | Prianun Fights, Lumpinee Stadium                                 | Bangkok, Thailandia  | Decisione (unanime)     | 5     | 3:00  |
| 2004-12-10 | Perde     | Chokdee Por.Pramuk   | P.Pramuk Fights, Lumpinee Stadium                                | Bangkok, Thailandia  | Decisione (unanime)     | 5     | 3:00  |
| 2004-03-23 | Vince     | Chokdee Por.Pramuk   | P.Pramuk Fights, Lumpinee Stadium                                | Bangkok, Thailandia  | Decisione (unanime)     | 5     | 3:00  |
| 2003-12-02 | Vince     | Petnamek Sor Siriwat | Suk Praiannant Fights, Lumpinee Stadium                          | Bangkok, Thailandia  | Decisione (unanime)     | 5     | 3:00  |
| 2003-10-03 | Perde     | Munkong Keatsomkuan  | SUK Paianun, Lumpinee Stadium                                    | Bangkok, Thailandia  | Decisione (unanime)     | 5     | 3:00  |